# Stenopelix
Stenopelix valdensis is een uitgestorven plantenetende ornitischische dinosauriër, behorend tot de groep van de Marginocephalia, die tijdens het Vroeg-Krijt leefde in het gebied van het huidige Duitsland.

## Naamgeving en vondst
De soort werd in 1857 benoemd door Christian Erich Hermann von Meyer. De geslachtsnaam is afgeleid van het Klassiek Griekse stenos, 'nauw', en pelyx, 'bekken'. De soortaanduiding verwijst naar de formatie van de Wealden.

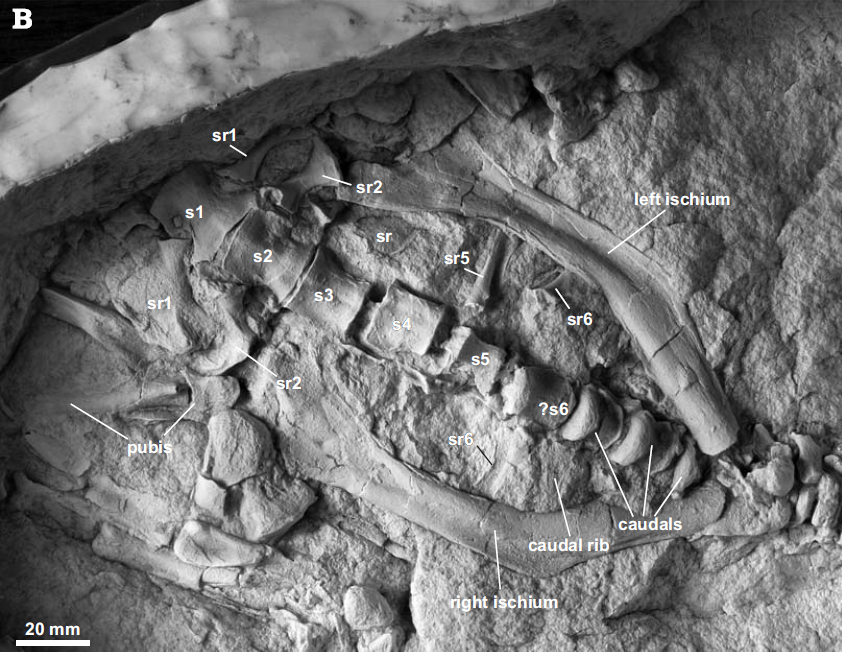
Afgietsel van de heupzone

Het fossiel holotype GZG 741/2 (eerder GPI 741-1, 2) is in 1855 gevonden bij Bückeburg in een steengroeve op de heuvelrug van de Harrl. De lagen behoren tot de Obernkirchen Sandstein-formatie die dateert uit het Berriasien.  Het maakte deel uit van de Max Ballerstedt-collectie in het Gymnasium Adolfinum die later verhuisd is naar de Georg-August-Universität Göttingen waar het nu behoort tot de verzameling van het Geowissenschaftliches Zentrum der Universität Göttingen. Het bestaat uit een gedeeltelijk, niet in verband liggend, skelet zonder schedel op een enkele plaat en tegenplaat die elkaar echter maar ten dele overlappen. Bij het bergen waren er nog delen van de oorspronkelijke beenmassa voorhanden. Die zijn bij de preparatie verwijderd. Wat overblijft, bestaat grotendeels uit holle natuurlijke zandsteenafgietsels van de botten. Door deze holten te vullen zijn gips- en latexafgietsels gemaakt om de bestudering te vergemakkelijken. Het skelet wordt zo in boven- en onderaanzicht zichtbaar. Bewaard gebleven is het grootste deel van de postcrania met uitzondering van de nek en de rechtervoorpoot.

## Beschrijving
Stenopelix is een vrij klein dier; het holotype, dat echter wellicht van een niet-volgroeid exemplaar is, wijst op een lichaamslengte van ruim een meter. De wervelkolom heeft een bewaarde lengte van 97 centimeter en heeft minstens dertien ruggenwervels, vijf of zes sacrale wervels en wellicht 39 staartwervels; volgens von Meyer was zelfs het puntje van de staart bewaard. De hals ontbreekt. De staart is 55 centimeter lang. Dijbeen en scheenbeen zijn beide veertien centimeter lang wat duidt op een heuphoogte van nog geen halve meter. Het bekken is zeer smal, acht centimeter bij een lengte van tweeëntwintig centimeter, en de sacrale wervels zijn niet vergroeid wat het moeilijk maakt hun aantal te bepalen; dit kan een teken zijn dat het om een jong dier gaat.
De soort toont enkele onderscheidende kenmerken die zich allemaal in het bekken bevinden: het achterblad van het darmbeen versmalt gelijkmatig tot een ronde punt; de schacht van het zeventien centimeter lange zitbeen toont in het midden een opvallende knik; de schacht van het zitbeen is in het midden het breedst en versmalt naar boven en beneden; op de bovenste helft van de binnenkant van de schacht van het zitbeen is een opvallende richel aanwezig die naar beneden toe verbreedt; de onderkant van het zitbeen is naar binnen gekromd met een bol buitenoppervlak en een hol binnenoppervlak.

## Fylogenie
Het is zeer moeilijk gebleken de verwantschappen van Stenopelix te bepalen en die zijn nog steeds omstreden. Dit komt voornamelijk doordat de schedel ontbreekt, als meest informatieve onderdeel van het lichaam.
Thomas Huxley was in 1870 de eerste die een bepaalde groep dinosauriërs aanwees: de Iguanodontidae. John Clavell Mansel-Pleydell hield het in 1902 op de ruimere Ornithopoda. De eerste die een verband legde met de Marginocephalia was in 1909 Friedrich von Huene die dacht aan de Ceratopidae. Dat was echter geen algemene opvatting: in 1911 concludeerde Alfred von Zittel tot de Stegosauridae. In 1917 benoemde Franz Nopcsa een eigen Stenopelyxidae, wat echter geen gebruikelijke term zou worden. In het midden van de twintigste eeuw werd de soort meestal als een basale ornithopode gezien, een vermoedelijk lid van de Hypsilophodontidae. In de eerste studie die geheel aan het dier gewijd was, stelde Hermann Schmidt in 1969 echter dat het om een basale ceratopiër zou gaan, een lid van de Psittacosauridae; daarbij herhaalde hij eerdere suggesties van Alfred Sherwood Romer en de oudere von Huene.
Moderne onderzoekers zijn het er over eens dat het hoogstwaarschijnlijk een soort van de Cerapoda betreft. Aangezien er geen aanwijzingen zijn voor een verwantschap met de Euornithopoda kan die determinering verengd worden tot de Marginocephalia. Over een nog nadere bepaling zijn de meningen echter verdeeld. Teresa Maryańska stelde in 1974 dat het om een lid van de Pachycephalosauridae zou gaan. In dat geval zou Stenopelix een van de oudste bekende pachycephalosauriden zijn. Deze plaatsing wordt nog in veel publicaties vermeld en is bevestigd door een exacte kladistische analyse van Paul Sereno uit 2000 die een basale positie in de Pachycephalosauria aangaf.
Een alternatieve opvatting wordt verdedigd door Peter Malcolm Galton die in 1982 de andere marginocefalische hoofdgroep aanwees: de Ceratopia. Ook Richard Butler en Robert Michael Sullivan concludeerden in 2009 dat een ceratopische plaatsing het waarschijnlijkst was en dat gezien het gebrek aan gegevens in ieder geval niets met grote zekerheid gesteld kan worden dan een positie als Marginocephalia incertae sedis. De kenmerken die eerder op een verwantschap met de Pachycepalosauria geduid hadden, bleken alle of fout geïdentificeerd te zijn of een geringe bewijskracht te hebben doordat hun afwezigheid bij de Ceratopia onzeker is.